# Plačice (odbočka)
Plačice je odbočka ležící v km 23,916 železniční trati Velký Osek – Choceň mezi zastávkou Hradec Králové-Kukleny a stanicí Praskačka. Současně leží v km 3,668 tzv. Plačické spojky do stanice Opatovice nad Labem-Pohřebačka, která umožňuje bezúvraťovou jízdu od Pardubic směrem na Chlumec nad Cidlinou mimo Hradec Králové hlavní nádraží a opačně. Plačická spojka a tím i odbočka Plačice byla dána do provozu 21. června 1960. Tím byla umožněna bezúvraťová jízda uhelných vlaků do Elektrárny Opatovice nad Labem, která byla zprovozněna v témže roce. Název získala podle nedaleké vesnice Plačice, která je místní částí Hradce Králové.

## Popis odbočky
V odbočce je jediná výhybka s elektromotorickým přestavníkem, která je vybavena elektrickým ohřevem. Je vybavena zabezpečovacím zařízením 3. kategorie typu K 2000, jehož technologie je umístěna v reléovém domku. Tři přilehlé traťové úseky jsou zabezpečeny automatickým hradlem. Odbočka je trvale neobsazena, dálkově ji ovládá výpravčí ze sousední stanice Praskačka. Dříve (doloženo ještě v roce 1998) byla odbočka vybavena reléovým zabezpečovacím zařízením, které ovládal výpravčí přímo ze stavědla odbočky.